# Leicameter

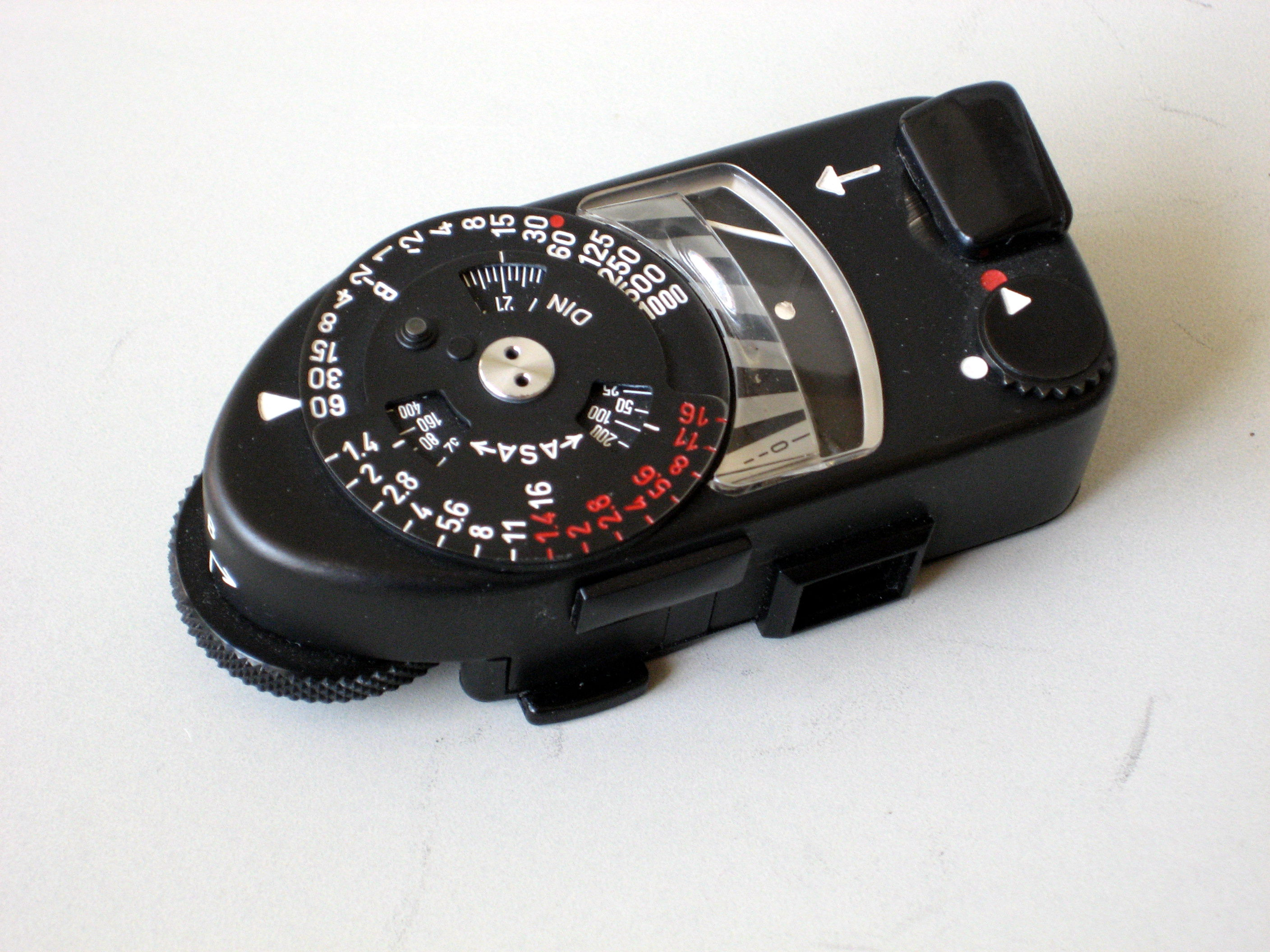
Leicameter MR-4 (1967)

Das Leicameter ist ein aufsteckbarer Belichtungsmesser, der speziell auf die Messsucherkameras der Leica-M-Serie zugeschnitten ist.
Er wurde in Zusammenarbeit mit Leica (heute: Leica Camera AG) entwickelt und von 1950 bis Ende der 1980er Jahre vom Unternehmen Metrawatt AG Nürnberg vertrieben.

## Modelle
Schon in den 1930er Jahren hatte Metrawatt aufsteckbare Belichtungsmesser hergestellt, wie z. B. 1939 das Modell LC 60, die aber nicht die Bezeichnung Leicameter trugen.

### Leicameter 1–3 (1950–1954)
1950 wurde der erste Leicameter angeboten, ein mit einer Selenzelle ausgestatteter Aufsteckbelichtungsmesser, der bei Bedarf (d. h. schlechte Lichtverhältnisse) mit einem Verstärkerelement ergänzt werden konnte. In kurzer Folge erschienen die Modelle 2 und 3, die sich im Wesentlichen nur durch anders gestaltete Skalen unterschieden.

### Leicameter M / MC (1954–1956)

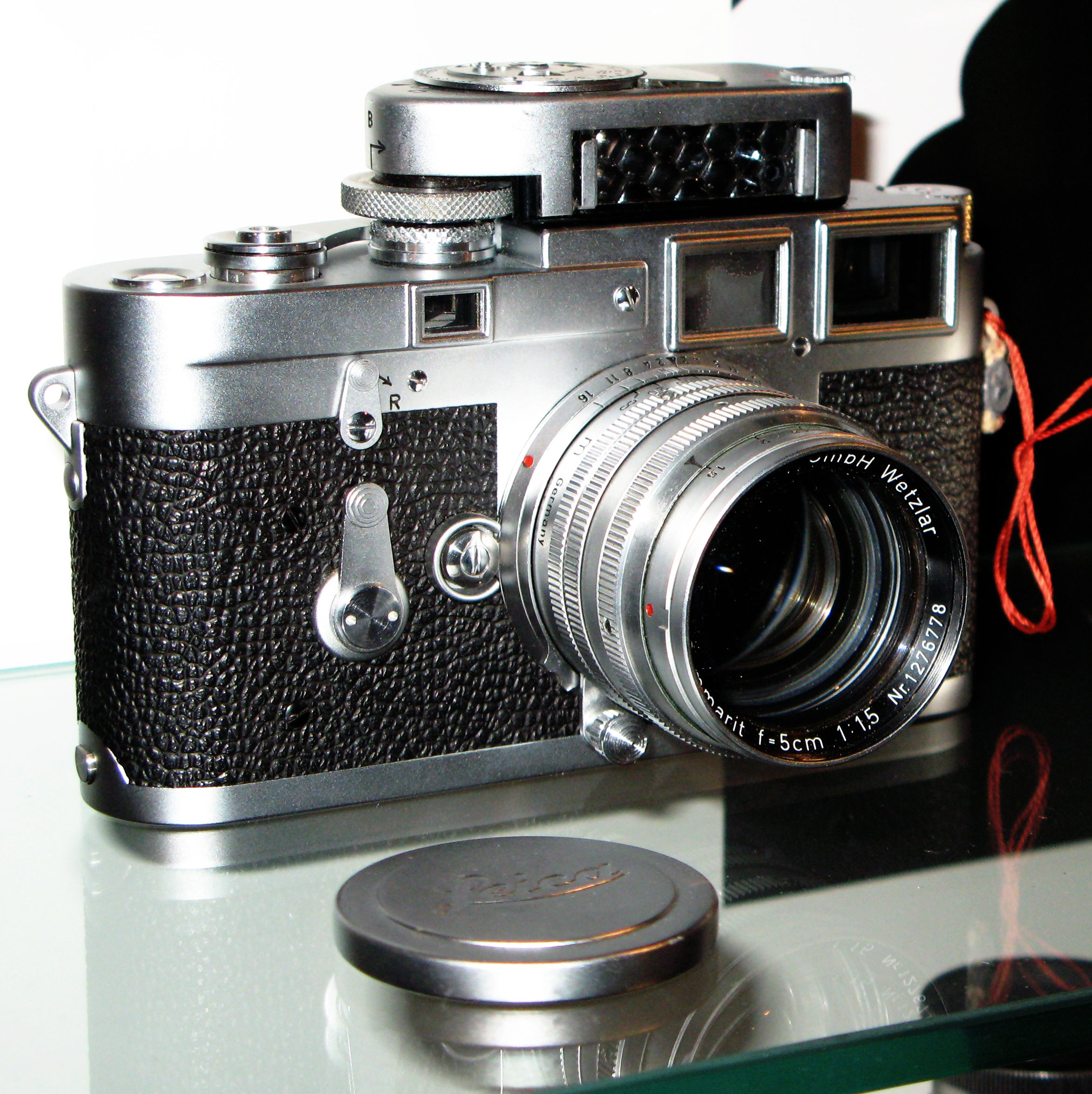
Leica M3 mit Leicameter MC

Mit der Vorstellung der Leica M3 erschien 1954 auch ein neuer Leicameter, der Leicameter M. Der Belichtungsmesser wurde mit dem Zeitwahlrad der Kamera gekuppelt, so dass das unmittelbare Ablesen der am Objektiv einzustellenden Blende möglich war. Auch dieser Belichtungsmesser arbeitete mit einer Selenzelle und konnte bei Bedarf mit einem Verstärkerelement aufgerüstet werden. Dieses erste Modell besaß eine Abdeckplatte über der Messzelle, die gleichzeitig als Ein-Aus-Schalter fungierte.
1956 erschien das Nachfolgemodell MC, bei dem die Abdeckklappe entfiel. Ansonsten war der MC baugleich mit dem Leicameter M.

### Leicameter MR / MR-4 (1963–1987)

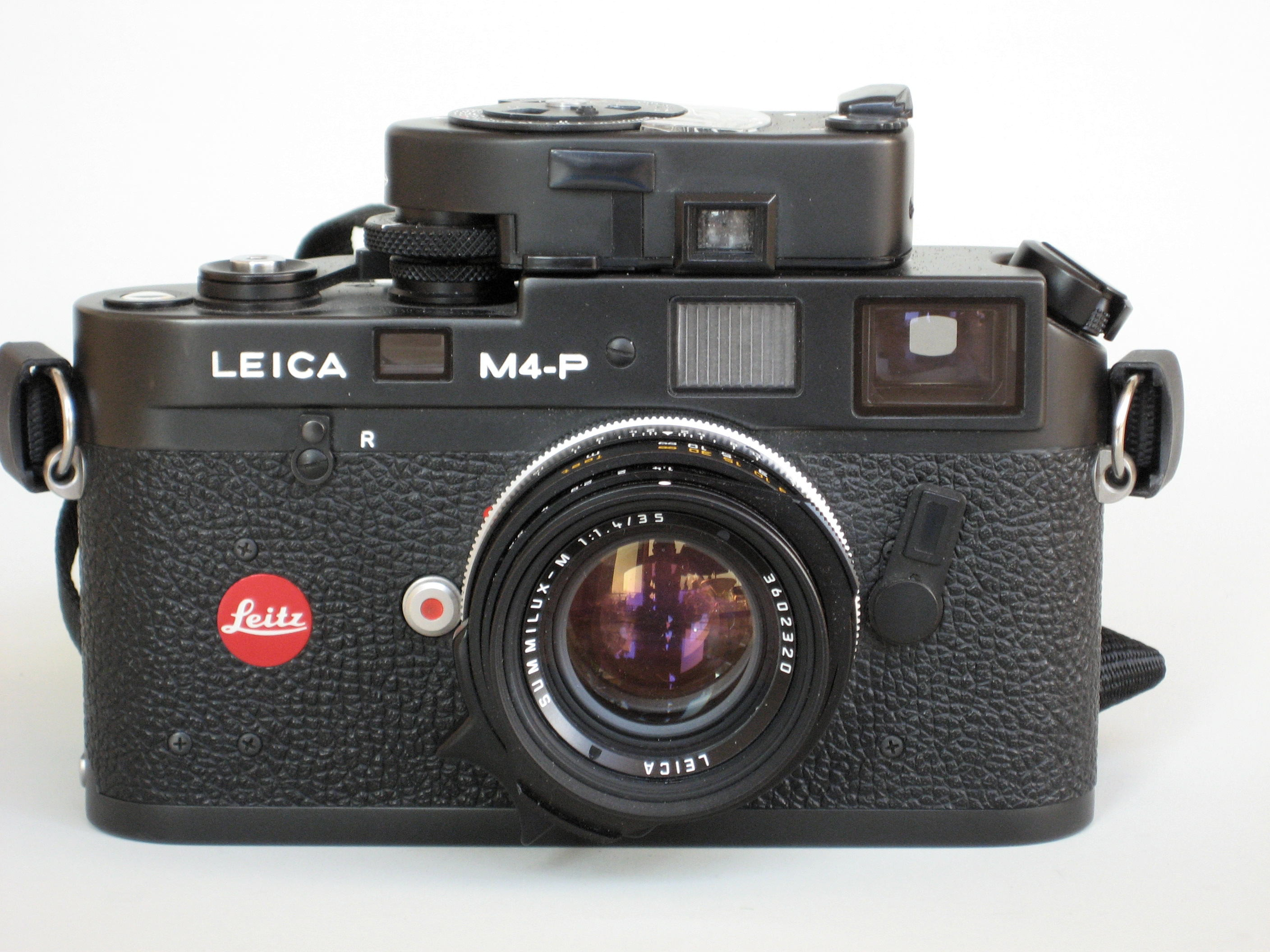
Leica M4-P mit passendem Leicameter MR-4

1963 erschien der Leicameter MR, der nun nicht mehr mit einer Selenzelle, sondern mit einer damals neuartigen CdS-Zelle funktionierte, die allerdings auf eine Batterie angewiesen ist. Die viel größere Empfindlichkeit der CdS-Zelle machte die Benutzung eines Verstärkerelementes überflüssig, außerdem wurde die Messung eines genau definierten Bildausschnittes möglich, der bei beiden Modellen so gewählt wurde, dass er in etwa dem eines 90-mm-Objektives entsprach. Außerdem waren beide Modelle mit einer Taste ausgestattet, die die Arretierung des Messergebnisses erlaubte, was eine wesentliche Erleichterung beim Ablesen der Messwerte darstellte. Die beiden Modelle unterscheiden sich nur durch die Gestaltung dieser Taste, die beim Leicameter MR-4 gegenüber dem Leicameter MR geändert wurde, damit die Taste nicht mit dem neuen Rückspulhebel der Leica M4 kollidierte.